# Manapparai
Manapparai é uma cidade e um município no distrito de Tiruchirappalli, no estado indiano de Tamil Nadu.

## Geografia
Manapparai está localizada a 10° 36′ N, 78° 25′ L. Tem uma altitude média de 172 metros (564 pés).

## Demografia
Segundo o censo de 2001,  Manapparai  tinha uma população de 35,644 habitantes. Os indivíduos do sexo masculino constituem 50% da população e os do sexo feminino 50%. Manapparai tem uma taxa de literacia de 75%, superior à média nacional de 59.5%: a literacia no sexo masculino é de 81% e no sexo feminino é de 68%. Em Manapparai, 11% da população está abaixo dos 6 anos de idade.